# Haukkajärvi (sjö i S:t Michel, Södra Savolax)
Haukkajärvi är en sjö i kommunen S:t Michel i landskapet Södra Savolax i Finland. Sjön ligger 83,5 meter över havet. Den är 26,94 meter djup. Arean är 1,35 kvadratkilometer och strandlinjen är 7,5 kilometer lång. Sjön  ingår i Vuoksens huvudavrinningsområde.   Den ligger omkring 45 kilometer söder om S:t Michel och omkring 190 kilometer nordöst om Helsingfors. 
I sjön finns ön Ruokoharju. Haukkajärvi ligger norr om Kuolimo. 